# Shi Ren
En aquest nom xinès, el cognom és Shi.
Shi Ren va ser un general militar servint sota el senyor de la guerra Liu Bei durant el període de la tardana Dinastia Han Oriental de la història xinesa.

## Biografia
Shi Ren era de Guangyang (al sud-oest de l'actual Districte Daxing, Beijing). Ell va servir a Gong'an en la Província de Jing, sota Guan Yu, que havia estat designat per Liu Bei per protegir Jing Província. Arran d'una disputa amb Guan, Shi i Mi Fang van fer defecció cap al senyor de la guerra Sun Quan quan Guan era fora a la batalla Fancheng. Shi i Mi van permetre a les forces de Sun envair la Província de Jing, conduint a la derrota i mort de Guan.

## En la ficció
En la novel·la històrica del Romanç dels Tres Regnes de Luo Guanzhong, el nom de Shi Ren va ser escrit erròniament com "Fu Shiren" (傅士仁). Malgrat aquesta falta d'ortografia, el seu paper a la novel·la és relativament consistent respecte de l'històric.
Després que Guan Yu va rebre ordres d'envair Fancheng, ell va nomenar Shi Ren i Mi Fang com a líders de l'avantguarda. Eixa nit, es va produir un incendi al campament de l'avantguarda. Això no obstant, Shi i Mi eren massa ocupats festivant per adonar-se i el foc es va expandir destruint gran part del campament. Guan condemnà a mort els dos generals per manca d'atenció i negligència, però va ser aturat Fei Shi que va assessorar a Guan contra l'execució d'un general abans que l'exèrcit hagués començat realment a marxar. Guan va seguir el consell i en lloc d'això els va fer assotar quaranta vegades cadascú. A continuació, va cridar a Guan Ping i Liao Hua per substituir-los com a líders d'avantguarda i va enviar als dos generals a unes posicions llunyanes, Shi Ren a Gongnan i Mi Fang a Nanjun.
Després que Sun Quan va capturar Jingzhou, ell va enviar a Yu Fan, un amic d'infància de Shi Ren, a Gongnan per tal de convèncer a Shi de fer defecció. En assabentar-se de l'aproximament de Yu Fan, Shi Ren tancà les portes de Gongnan i va negar l'entrada al seu amic. Així i tot, Yu Fan va aconseguir contactar amb Shi adjuntant una carta a una fletxa i llançant-la per sobre dels murs de la ciutat. En llegir la carta, Shi va obrir les portes i va permetre l'entrada a Yu. Tots dos van parlar com vells amics i Yu va convèncer a Shi de la grandesa de Sun Quan, cosa que va causar que aquest s'uní a l'exèrcit de Sun. Després d'açò, Lü Meng va enviar Shi Ren a Nanjun per convèncer també a Mi Fang de fer defecció. Mi Fang era reticent de desertar a Guan Yu, però tot seguit va arribar un missatger a Nanjun exigint arròs per l'exèrcit de Guan a Fancheng, amenaçant amb el càstig si Mi desobeïa, Shi Ren va assassinar al missatger, i Mi, tement la resposta de Guan Yu, va fer defecció cap al bàndol de Sun Quan.
Durant la batalla de Xiaoting, Shi Ren i Mi Fang sentiren de casualitat als seus soldats discutint un pla per matar-los, així que ells van assassinar al seu superior Ma Zhong i tractaren de tornar al bàndol de Liu Bei. Liu es va negar a acceptar la seva rendició i els va lliurar al fill de Guan Yu Guan Xing, el qual els va passar per les armes.